# Mihály Marianna
Mihály Marianna (Budapest, 1960. november 25. –) magyar színésznő.

## Életpálya
Érettségi után egy évet az Állami Bábszínház Stúdiójában töltött. 1984-ben színészként diplomázott a Színház- és Filmművészeti Főiskolán, Simon Zsuzsa osztályában. Gyakorlati idejét a Madách Színházban töltötte. 1984-ben Bodrogi Gyula a Vidám Színpadhoz szerződtette. Vendégként játszott a Reflektor Színpadon. 2002-től szabadfoglalkozású színművésznő.

## Fontosabb színházi szerepei
- Alan Alexander Milne: Micimackó... Malacka
- Grimm fivérek – Sütő Irén: Hamupipőke... Hamupipőke
- Neil Simon: Furcsa pár... Sylvie
- Cy Colemann – Michael Stewart: Szeretem a feleségem... Monica
- Görgey Gábor: Huzatos ház... Zsuzsa
- Görgey Gábor: Szexbogyó... Szivi, alkalmi széplány
- Bodrogi Gyula – Vinkó József: Az utolsó bölény... Szobalány
- Fekete Sándor: A Lilla villa titka... Viki, az új nemzedék
- Lengyel Menyhért: Ninocska... Simone, egy francia divatcég manekenje
- Eisemann Mihály – Kellér Dezső – K. Halász Gyula: Fiatalság, bolondság... Újságírónő
- Jász István: Turcsi Vilcsi barátai... Turcsi Vilcsi
- Vaszary Gábor: Az ördög nem alszik... Ruth
- Emőd Tamás – Török Rezső: A harapós férj... Irodakisasszony
- Réger Frigyes – Zsolnai Péter: Dollárpipi... Irén (másik lányuk)
- Ray Cooney: Délután a legjobb... szobalány
- Ray Cooney: Család ellen nincs orvosság... nővér
- Curth Flatow – Szenes Iván – Dobos Attila: Egy férfi, aki nem akar... Kim, tajvani ápolónő
- François Campaux – Benedek András: Csöngettek, Madame!... Zourah
- Terence Frisby: Lány a levesemben... Paola
- Claude Magnier – Nádas Gábor – Szenes Iván: Mona Marie mosolya... Laura Carlier
- Alfonso Paso: Ön is lehet gyilkos!... Isabella
- Peter Stone – Jule Styne: Van, aki forrón szereti... Rosella
- Marc Camoletti: Négy meztelen férfi... Berthe
- Robert Thomas: Nyolc nő... Susanne
- Kabos-show... szereplő
- Volt egyszer egy vadkelet (kabaré)... szereplő
- Ezt is túléltük! (kabaré)... szereplő
- Hol a határ? (kabaré)... szereplő
- Valahogy Európába az Ibusszal (kabaré)... szereplő
- Ki van odafenn? (Bodrogi Gyula politikai kabaréja)... szereplő

## Filmek, tv
- Hatásvadászok (1983)
- Most mi jövünk (1985)
- Az admirális (1985)...Irma
- Gül Baba (Zenés Tv-Színház) (1989)
- Ninocska (színházi előadás tv-felvétele, 1989)
- Gyilkosság két tételben (1989)
- Ön is lehet gyilkos (színházi előadás tv-felvétele, 1996)
- Angyalbőrben (sorozat) Átkelés című rész (1990)
- Kabos-show
- Rohamsisakos madonna